# Metropolia Pesaro
Metropolia Pesaro – jedna z 40 metropolii Kościoła Rzymskokatolickiego we Włoszech. Została erygowana 11 marca 2000 roku.

## Diecezje
- Archidiecezja Pesaro
  - Diecezja Fano-Fossombrone-Cagli-Pergola
  - Archidiecezja Urbino-Urbania-Sant’Angelo in Vado